# اتفاقية التجارة الحرة بين كندا والأردن

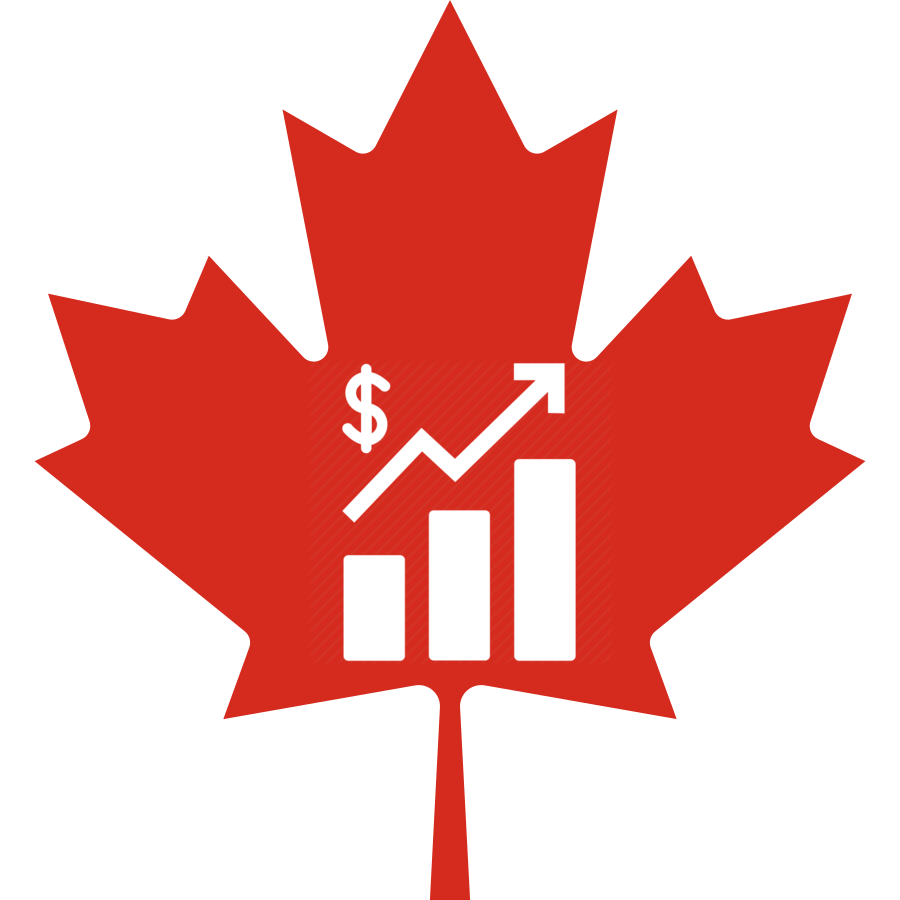

اتفاقية التجارة الحرة بين كندا والأردن (CJFTA) هي اتفاقية تجارة حرة بين كندا والأردن. دخلت الاتفاقية الثنائية حيز التنفيذ منذ أكتوبر 2012.